# Gmina Osiek (Powiat Brodnicki)
Die Gmina Osiek ist eine Landgemeinde im Powiat Brodnicki der Woiwodschaft Kujawien-Pommern in Polen. Ihr Sitz ist das gleichnamige Dorf (deutsch Osiek) mit 990 Einwohnern (2007).

## Gliederung
Zur Landgemeinde Osiek gehören 17 Dörfer (deutsche Namen bis 1945) mit einem Schulzenamt:
| - Dębowo (Dembowo, 1942–1945 Eichried) - Jeziorki (1942–1945 Seeke) - Kretki Małe - Kretki Duże - Kujawa - Łapinóż - Obórki (Oborki, 1942–1945 Treuengrund) - Osiek (1942–1945 Lindenschanz) - Osiek-Kolonia | - Strzygi - Sumin - Sumówko - Szynkowizna (1942–1945 Elsterbusch) - Tadajewo (1942–1945 Jungherzberg) - Tomaszewo - Warpalice - Wrzeszewo |

Weitere Ortschaften der Gemeinde sind Dzierzenek, Korczakownia, Łyskawica, Pod Wólką, Smolniki, Świnia Noga und Wólka Kretkowska (1942–1945 Freikrettig).

## Verkehr
Es gab den Haltepunkt Kretki an der Bahnstrecke Kutno–Brodnica.